# Loved Me Back to Life
Pour la chanson éponyme, voir Loved Me Back to Life.
Albums de Céline Dion
Sans attendre
(2012) Céline... une seule fois : Live 2013
(2014)
Singles
1. Loved Me Back to Life
Sortie : 3 septembre 2013
2. Breakaway
Sortie : 5 décembre 2013
3. Incredible
Sortie : 14 février 2014
4. Water and a Flame
Sortie : 24 mars 2014

Loved Me Back to Life est le trente-deuxième album de Céline Dion sorti le 1er novembre 2013.

## Développement
Loved Me Back to Life contient des collaborations avec Ne-Yo, Eg White, Fraser T. Smith et Diane Warren. L'album propose Incredible en duo avec Ne-Yo, Water and a Flame précédemment interprété par Daniel Merriweather ou Didn’t Know Love produit et écrit par Eg White. Audra Mae, la grande nièce de Judy Garland, est l'une des auteurs-compositeurs de l'album.
Ne Yo collabore une seconde fois avec Céline Dion, il avait déjà participé à l'écriture de morceau pour le précédent album en anglais Taking Chances en 2007.
Dans un premier temps, le disque devait être un album concept composé à moitié de reprises et à moitié de titres inédits. En janvier 2013, le couple Dion-Angélil rencontre de hauts dirigeants de Sony. Il en ressort que l'album comprendra presque uniquement des chansons inédites accompagnées de deux reprises : Overjoyed de Stevie Wonder en duo avec celui-ci ainsi que At Seventeen de Janis Ian et produit par Babyface. La version Deluxe contient les reprises How Do You Keep the Music Playing ? de Michel Legrand, Alan Bergman, Marilyn Bergman et Lullabye (Goodnight, My Angel) de Billy Joel.
Certaines reprises prévues à l'origine figurent au spectacle Celine telles You'll Have To Swing It de Sam Coslow, Rolling in the Deep d'Adele Adkins et Paul Epworth et Ne me quitte pas de Jacques Brel,,.
Le titre Unfinished Songs, composé par Diane Warren, est écrit et enregistré pour la chanson du film britannique homonyme qui devait initialement se nommer Song for Marion. Ce film, écrit et réalisé par Paul Andrew Williams, est présenté à la fermeture du Festival international du film de Toronto, le 15 septembre 2012.
En avril 2013, le site officiel de la chanteuse annonce la sortie de l'album pour l'automne et met en ligne deux extraits de Céline Dion en studio enregistrant Water and a flame et At Seventeen.
Le premier extrait de cet album, Loved Me Back to Life, sort le 3 septembre et se classe à la 36e place du classement français.

## Critiques
La Presse cite : « Loved Me Back to Life ne serait pas aussi réussi sans la chanson qui donne son titre à l'album. Surtout, les contributions d'auteurs et de réalisateurs qu'on associe à Adele, à Rihanna et à Beyoncé ont permis de rafraîchir le son de Céline Dion sans la dénaturer. [...] une chanteuse au registre plus bas, plus riche, qui se permet désormais une certaine vulnérabilité. »
Le site de Music Story : « Loved Me Back To Life est l'œuvre d'une nouvelle Céline Dion jeune et non pas d'une Céline Dion rajeunie. Là où l'exercice devient passionnant, c'est quand on se rend compte que cette Céline Dion métamorphosée réussit un parfait album de pop R&B capable de défier une Britney Spears ou une Miley Cyrus. Sauf qu'en l'occurrence, Céline Dion possède un avantage sur ces donzelles avec sa voix exceptionnelle qui se fond sans aucune difficulté dans le répertoire très actuel de Loved Me Back to Life. »
Canoë : « Un album dont l’ambition est clairement de rajeunir la clientèle de la chanteuse. Loved Me Back To Life est un virage sage et négocié avec brio vers un son plus moderne grâce à une utilisation sans précédent de rythmes générés électroniquement. Principalement dans sa première moitié, gorgée de succès potentiels.. »
Le site de musique Quai Baco : « Céline Dion nous livre un album de variété internationale bien ficelé, et sûrement un des meilleurs qu’elle ait sorti en langue anglaise. Mais sous des dehors modernes, ce nouvel album semble vouloir ratisser un public toujours plus large, quitte à se faire trop consensuel et répétitif. [...] le tout devient trop uniforme et commercial pour engendrer la moindre surprise. »
Le site Web d'information musicale Pure Charts : « Coincé entre passé et présent, le nouvel opus de Céline Dion souffre surtout d'une tracklist où seuls quelques titres réellement marquants se sont glissés. La voix et l'interprétation de la diva, toujours impeccables, suffisent cependant à donner du relief au reste du disque. »

## Promotion
Le 1er octobre 2013, Céline Dion présente son album aux médias dans un hôtel à Riviera Beach, en Floride. Pendant trois journées intenses de promotion (télévisions, radios et presse écrite), Céline se prête aux questions d'une centaine de journalistes venus de 14 pays.
Le 28 octobre 2013, l'album est mis en ligne sur Deezer. Toutes les pistes de l'album peuvent être écoutées dans leur intégralité.

## Classement
En première semaine de vente, Loved Me Back to Life s'écoule à 30 000 copies en France et 105 000 au Canada (dont 90 000 au Québec). Aux États-Unis, le démarrage est considéré comme décevant : avec 77 000 exemplaires vendus, la chanteuse connaît son plus mauvais lancement depuis 1993. Au Royaume-Uni, l'album entre directement en 3e position avec 53 000 ventes, son meilleur classement depuis 2002.

## Liste des titres
| No  | Titre                              | Auteur                                                     | Producteur(s)                                                               | Durée |
| --- | ---------------------------------- | ---------------------------------------------------------- | --------------------------------------------------------------------------- | ----- |
| 1.  | Loved Me Back to Life              | Hasham Hussain, Denarius Motes, Sia Furler                 | Sham & Motesart, Hussain                                                    | 3:50  |
| 2.  | Somebody Loves Somebody            | Johan Fransson, Tim Larsson, Tobias Lundgren, Audra Mae    | Play Production                                                             | 3:44  |
| 3.  | Incredible (Duo avec Ne-Yo)        | Andrew Goldstein, Emanuel « Eman » Kiriakou, Shaffer Smith | Kiriakou                                                                    | 3:54  |
| 4.  | Water and a Flame                  | Francis « Eg » White, Daniel Merriweather                  | White                                                                       | 3:44  |
| 5.  | Breakaway                          | Fransson, Larsson, Lundgren, Mae                           | Play Production                                                             | 4:38  |
| 6.  | Save Your Soul                     | Danny Mercer                                               | Kiriakou, Danny Mercer, Goldstein                                           | 4:11  |
| 7.  | Didn't Know Love                   | White, Jessi Alexander, Tommy Lee James                    | White                                                                       | 3:37  |
| 8.  | Thank You                          | S. Smith                                                   | Jesse « Corparal » Wilson, Reginald « Regg » Smith, Shaffer « Ne-Yo » Smith | 4:02  |
| 9.  | Overjoyed (Duo avec Stevie Wonder) | Stevie Wonder                                              | Christopher « Tricky » Stewart, Aaron Pearce, Kuk Harrell                   | 4:06  |
| 10. | Thankful                           | Dana Parish, Andrew Hollander                              | Kiriakou                                                                    | 3:54  |
| 11. | At Seventeen                       | Janis Ian                                                  | Kenny « Babyface » Edmonds                                                  | 4:31  |
| 12. | Always Be Your Girl                | Parish, Hollander                                          | Edmonds, Walter Afanasieff                                                  | 4:16  |
| 13. | Unfinished Songs                   | Diane Warren                                               | Stewart, Dernst « D'Mile » Emile II, Kyle Townsend                          | 3:49  |

| 14. | How Do You Keep the Music Playing? | Alan Bergman, Marilyn Bergman, Michel Legrand | Stewart, Pearce, Harrell | 4:22 |
| 15. | Lullabye (Goodnight, My Angel)     | Billy Joel                                    | Babyface                 | 4:19 |

| 16. | Open Arms | Steve Perry, Jonathan Cain | Fraser T Smith | 3:08 |

| 1. | The Power of Love (live)                    | Candy DeRouge, Gunther Mende, Mary Susan Applegate, Jennifer Rush |  |
| 2. | It's All Coming Back to Me Now              | Jim Steinman                                                      |  |
| 3. | Because You Loved Me                        | Diane Warren                                                      |  |
| 4. | All by Myself                               | Eric Carmen, Sergueï Rachmaninov                                  |  |
| 5. | Loved Me Back to Life (Dave Audé Radio Mix) | Hasham Hussain, Denarius Motes, Sia Furler                        |  |

## Distribution
| Pays                                                                            | Date              | Label    | Format                     | Catalogue                                                            |
| ------------------------------------------------------------------------------- | ----------------- | -------- | -------------------------- | -------------------------------------------------------------------- |
| Allemagne, Autriche, Finlande, Norvège, Pays-Bas, Suisse, Turquie               | 1er novembre 2013 | Columbia | CD, disque, téléchargement | 88697137152 (Standard CD), 88883788312 (Deluxe CD), 88697137151 (LP) |
| Belgique                                                                        | 2 novembre 2013   | Columbia | CD, disque, téléchargement | 88697137152 (Standard CD), 88883788312 (Deluxe CD), 88697137151 (LP) |
| Afrique du Sud, France, Grèce, Hong Kong, Hongrie, Pologne                      | 4 novembre 2013   | Columbia | CD, disque, téléchargement | 88697137152 (Standard CD), 88883788312 (Deluxe CD), 88697137151 (LP) |
| Amérique du Nord, Brésil, Espagne, Italie, Malaisie, Mexique, Singapour, Taiwan | 5 novembre 2013   | Columbia | CD, disque, téléchargement |                                                                      |
| Suède                                                                           | 6 novembre 2013   | Columbia | CD, disque, téléchargement |                                                                      |
| Australie, Irlande                                                              | 8 novembre 2013   | Columbia | CD, disque, téléchargement |                                                                      |
| Royaume-Uni                                                                     | 11 novembre 2013  | Columbia | CD, disque, téléchargement |                                                                      |
| Japon                                                                           | 4 décembre 2013   | Columbia | CD, disque, téléchargement | SICP3912                                                             |

## Classement par pays
| Classement (2013)                      | Meilleure position | Certification | Ventes    |
| -------------------------------------- | ------------------ | ------------- | --------- |
| Afrique du Sud (RISA)                  | 3                  | Platine       | 46 000    |
| Australie (ARIA)                       | 9                  |               | 16 000    |
| Allemagne (Media Control)              | 9                  |               | 44 000    |
| Autriche (Ö3 Austria)                  | 4                  |               | 7 000     |
| Belgique (Ultratop 200 (Flandre))      | 2                  | Or            | 27 000    |
| Belgique (Ultratop 200 (Wallonie))     | 2                  | Or            | 27 000    |
| Brésil (Albums Top 30)                 | 22                 |               | 15 000    |
| Canada (Canadian Albums)               | 1                  | 4x Platine    | 320 000   |
| Corée du Sud (Gaon Chart)              | 8                  |               |           |
| Croatie (HDU Top 40)                   | 13                 |               | 400       |
| Danemark (Hitlisten)                   | 11                 |               | 7 000     |
| Espagne (PROMUSICAE)                   | 12                 |               | 4 000     |
| États-Unis (Billboard 200)             | 2                  |               | 260 000   |
| Finlande (Suomen virallinen lista)     | 16                 |               | 5 000     |
| France (SNEP)                          | 3                  | 2x Platine    | 204 000   |
| Grèce (IFPI)                           | 12                 |               | 2 300     |
| Hongrie (Mahasz)                       | 4                  | Or            | 3 000     |
| Irlande (IRMA)                         | 3                  |               | 9 000     |
| Italie (FIMI)                          | 11                 |               | 14 500    |
| Mexique (Amprofon Top 100)             | 59                 |               |           |
| Norvège (VG-lista)                     | 7                  |               | 1 400     |
| Nouvelle-Zélande (Recorded Music NZ)   | 10                 |               | 2 600     |
| Pays-Bas (Dutch Album Top 100)         | 1                  |               | 18 000    |
| Pologne (ZPAV)                         | 11                 | Or            | 10 000    |
| Portugal (AFP)                         | 12                 |               | 1 200     |
| Québec (ADISQ)                         | 1                  |               |           |
| République tchèque (IFPI)              | 8                  |               | 2 000     |
| Royaume-Uni (OCC)                      | 3                  | Platine       | 307 000   |
| Suède (Sverigetopplistan)              | 13                 |               | 2 800     |
| Suisse (Officielle Scheizer Hitparade) | 3                  | Or            | 17 000    |
| Taïwan (5-Music)                       | 2                  |               |           |
| Monde                                  | 2                  |               | 1 450 000 |